# Gosford (Oxfordshire)
Gosford – osada w Anglii, w hrabstwie Oxfordshire, w dystrykcie Cherwell. Leży 8 km na północ od Oksfordu i 87 km na północny zachód od Londynu. W 2001 miejscowość liczyła 1226 mieszkańców.